# Kora (ritueel)

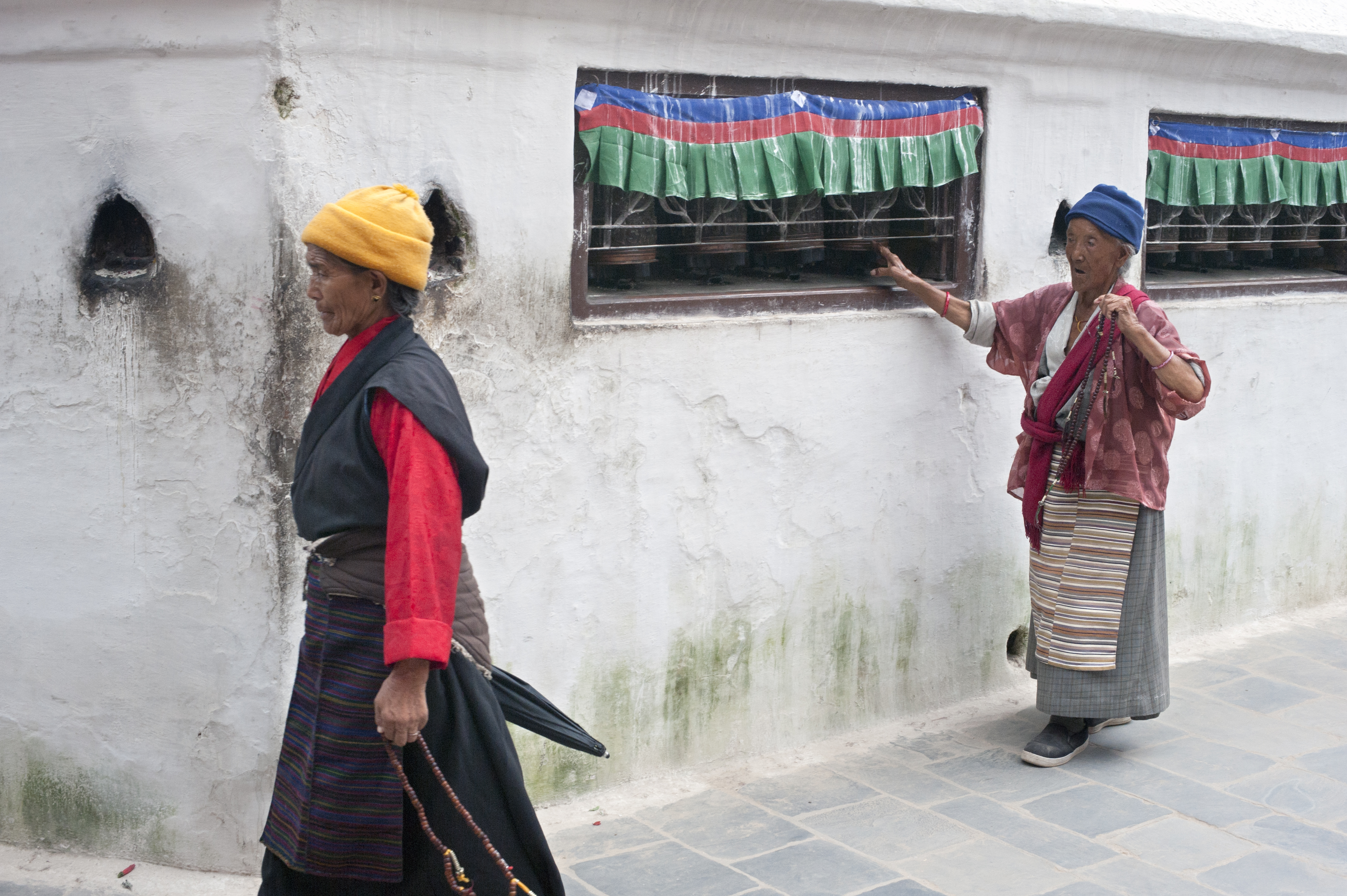
Kora bij de Bouddhanath-stoepa in Nepal. Een vrouw draait gebedsmolens en beiden houden/tellen mala's.

Kora is een term uit het Tibetaans boeddhisme en is zowel een pelgrimstocht als een type meditatie.
Kora wordt uitgevoerd door rondes te lopen rond een tempel, stoepa of andere heilige plek. Een belangrijke Tibetaanse traditie is het lopen van rondes rondom het meer Namtso en de berg Kailash, beide heilige plaatsen in Tibet. Kora's worden ook uitgevoerd rond de Swayambhunath en de Bouddhanath, twee belangrijke stoepa's in de Kathmandu-vallei in Nepal.
Tijdens een kora kunnen gebedsmolens worden gedraaid, mantra's worden gechant, japa mala's worden geteld en neerwerpingen naar de grond worden gemaakt.
Een kora wordt altijd met de wijzers van de klok mee uitgevoerd. Het aantal rondes is vaak 108.
De van oudsher bekende kora's in Lhasa zijn de Barkhor, Nangkhor en Lingkhor. De laatste komt ook in andere plaatsen voor, zoals bij de kloosters Ganden en Tashilhunpo, en buiten Tibet in McLeod Ganj - dicht bij de residentie van de veertiende dalai lama - en in Hüttenberg (Oostenrijk) waar een Lingkor werd nagebouwd tegenover het Heinrich-Harrer-Museum.